# Metula
Metula (en hebreu: מטולה) és un consell local del districte del Nord d'Israel. Està situat entre els llocs bíblics de Dan, Abel Bet Maacah, Ijon i a prop de la frontera amb el Líban. D'acord amb l'Oficina Central d'Estadístiques d'Israel (CBS), en l'any 2008 tenia una població total de 1.466 habitants.

## Pioners
L'assentament jueu va ser fundat, amb el suport del baró Edmond James de Rothschild, al juny de 1896 per 60 famílies d'agricultors d'altres assentaments ja establerts i altres 20 famílies de professions no agrícoles. La majoria dels fundadors van ser immigrants de Rússia. Pioners (halutsim) de Pétah Tiqvà també es van unir en la fundació de Metula, igual que alguns estudiosos de Safed.

## Clima
El seu clima temperat, amb estius calents i hiverns frescos i plujosos, permet el creixement de pomes, commemorat per una escultura d'una poma a l'entrada de la ciutat. Metula també té un centre esportiu que anomenat Merkaz Kanada, amb l'única pista olímpica de patinatge sobre gel a Israel.